# Bucculatrix verax
Bucculatrix verax är en fjärilsart som beskrevs av Edward Meyrick 1918. Bucculatrix verax ingår i släktet Bucculatrix och familjen kronmalar. Inga underarter finns listade i Catalogue of Life.